# サルゴリラ
サルゴリラは、吉本興業（東京本社）所属のお笑いコンビ。NSC東京校9期生。キングオブコント2023王者。
前身となるトリオ「ジューシーズ」についても本項にて記述する。

## メンバー

### 現メンバー
赤羽 健壱（あかば けんいち、1979年〈昭和54年〉4月6日 - ）（46歳）
ボケあるいはツッコミ担当。
愛称は「ケンちゃん」。東京都杉並区高円寺出身。杉並区立杉並第四小学校、日本大学第二高等学校卒業、日本大学経済学部中退。身長170 cm、体重77 kg。血液型はO型。オードリーは高校の1年先輩にあたる。
2020年頃に芸名の表記を「健一」から「健壱」に変更。
TBS元アナウンサーの浦口直樹に似ている。本人は否定しているがナイツ塙が強く推している。

児玉 智洋（こだま ともひろ、1979年〈昭和54年〉11月14日 - ）（45歳）
ツッコミあるいはボケ担当。
愛称は「ダマさん」。東京都杉並区高円寺出身。杉並区立杉並第四小学校、佼成学園高等学校、駒澤大学経営学部卒業。身長173 cm、体重70 kg。血液型はB型。

### ジューシーズ時代のメンバー
松橋 周太呂（まつはし しゅうたろ、1985年〈昭和60年〉1月19日 - ）（40歳）
小ボケ担当、トリオ時代に児玉とともにネタ作成を担当していた。
愛称は「シュウタ」。東京都三鷹市出身、東京都立永福高等学校中退。身長170 cm、体重65 kg。血液型はB型。
2015年12月27日を以て脱退後はピン芸人及び放送作家として活動している。

## 来歴
2人は幼稚園時代から交友のある幼馴染で、児玉は赤羽を「ケン」、赤羽は児玉を「トモ」と呼んでいる。元々、児玉と赤羽は滝野元気（元サヨナラダンス）とトリオ「ガッチャ」を組んでいた。結成当初のトリオ名は「ガッチャマンズ」だったが「（アニメ『ガッチャマン』の版権を持つ）タツノコプロからクレームが来る前に」と吉本の社員によるアドバイスに従って「ガッチャ」へ改めた。NSCの同期だった芝大輔（モグライダー）によればガッチャはNSCを首席で卒業するほど優秀だったという。滝野の脱退後、児玉と赤羽はコンビ名を「トブトリ」に改名。
松橋は同級生と共に入学するもその同級生が半年で退学してしまい、NSC入学後に出会った赤羽・児玉とトリオ「ジューシーズ」を組んだ。松橋と2人との年齢差が5歳のため、トークで「僕らも5GAPなんです」と語ることがある。
2015年12月27日を以て松橋が脱退。同時に残った赤羽と児玉がサルゴリラに改名。コンビ名の名付け親は先輩の又吉直樹（ピース）。
芸人演劇ユニット「メトロンズ」のメンバー。
2023年9月27日、キングオブコント2023予選（準決勝）にて初の決勝進出を果たす。決勝は10月21日にTBS系にて生放送され、サルゴリラは9番手に登場。ファーストステージでは482点を獲得し469点で暫定1位かつ既にファイナルステージ進出を決めていたカゲヤマを逆転し、暫定1位でファイナルステージへ進出した。ファイナルステージでは合計で964点を獲得して945点の2位だったカゲヤマを上回り、優勝を成し遂げた。サルゴリラの獲得した964点は前年優勝のビスケットブラザーズによる963点を抜き、大会史上歴代最高得点となった。そして史上初の40代かつ幼馴染コンビでの優勝であり、史上最年長記録も更新した。直後の優勝インタビューで2人は「実家を出たい（赤羽）」「子供部屋のあるところに引っ越したい（児玉）」とコメントした。

## 賞レースでの戦績
| 年度   | 結果         | 会場                      | 日時        | 備考                                          |
| ------ | ------------ | ------------------------- | ----------- | --------------------------------------------- |
| 2016年 | 2回戦進出    | きゅりあんホール          | 8月12日     |                                               |
| 2017年 | 準々決勝進出 | きゅりあんホール          | 8月14日     |                                               |
| 2018年 | 2回戦進出    | シアターブラッツ          | 8月5日      |                                               |
| 2019年 | 2回戦進出    | きゅりあん小ホール        | 8月2日      |                                               |
| 2020年 | 準決勝進出   | マイナビBLITZ赤坂         | 9月3日・4日 |                                               |
| 2021年 | 準々決勝進出 | きゅりあん小ホール        | 8月14日     |                                               |
| 2022年 | 準決勝進出   | 新宿文化センター 大ホール | 9月1日・2日 |                                               |
| 2023年 | 優勝         | TBSテレビ                 | 10月21日    | 決勝キャッチコピー 「40年共に歩んだけもの道」 |

| 年度   | 成績      | 会場                   | 日時     |
| ------ | --------- | ---------------------- | -------- |
| 2016年 | 2回戦進出 | 雷5656会館ときわホール | 10月13日 |
| 2017年 | 2回戦進出 | 雷5656会館ときわホール | 10月4日  |
| 2018年 | 2回戦進出 | 雷5656会館ときわホール | 10月5日  |
| 2019年 | 不参加    | 不参加                 | 不参加   |
| 2020年 | 不参加    | 不参加                 | 不参加   |
| 2021年 | 3回戦進出 | よしもと有楽町シアター | 11月2日  |
| 2022年 | 不参加    | 不参加                 | 不参加   |

### ジューシーズ時代
| 年度   | 結果       | 会場                         | 日時    |
| ------ | ---------- | ---------------------------- | ------- |
| 2008年 | 2回戦進出  | ラフォーレミュージアム六本木 | 8月25日 |
| 2009年 | 準決勝進出 | 赤坂BLITZ                    | 8月31日 |
| 2010年 | 準決勝進出 | 赤坂BLITZ                    | 8月29日 |
| 2011年 | 準決勝進出 | 赤坂BLITZ                    | 8月26日 |
| 2012年 | 準決勝進出 | 赤坂BLITZ                    | 8月30日 |
| 2013年 | 準決勝進出 | 赤坂BLITZ                    | 8月29日 |
| 2014年 | 2回戦敗退  | 原宿クエストホール           | 8月28日 |
| 2015年 | 不参加     | 不参加                       | 不参加  |

| 年度   | 成績      | 会場                       | 日時     |
| ------ | --------- | -------------------------- | -------- |
| 2006年 | 2回戦進出 | ラフォーレ原宿             | 11月4日  |
| 2007年 | 1回戦敗退 | TEPCOホール                | 10月27日 |
| 2008年 | 不参加    | 不参加                     | 不参加   |
| 2009年 | 2回戦進出 | ラフォーレミュージアム原宿 | 11月8日  |
| 2010年 | 不参加    | 不参加                     | 不参加   |

## 出囃子
スチャダラパー『ドゥビドゥWhat?』

## 出演
ジューシーズ解散後の松橋周太呂の出演は当該ページを参照

### テレビ

#### レギュラー番組
- ラヴィット!（2023年10月12日 - 、TBSテレビ）- 不定期出演

過去の出演番組
- 板尾ロマン（2010年10月24日 - 2011年9月25日、テレビ東京）
- 333 トリオさん（2010年10月30日 - 2015年9月27日、テレビ朝日）
- オンバト+（NHK総合）戦績4勝1敗 最高469KB

インターネットテレビ
- PLAY!AWA'S 〜美と笑いの大お見せ合いパーティ〜（GyaO）

テレビドラマ
- 向かいのアイツ（2024年4月3日 - 6月19日、BS松竹東急） - 成田信春 役・ナレーター（赤羽）、山本貴志 役（児玉）
- 不適切にもほどがある!（2024年2月23日・3月29日、TBS） - 第5話 カメラマン 役（児玉）、最終話 竹田 役（赤羽）
- 大河ドラマ べらぼう〜蔦重栄華乃夢噺〜 第8回（2025年2月23日、NHK） - 去る客 役（児玉）、懲りない客 役（赤羽）

### ラジオ
- サンドウィッチマン ザ・ラジオショーサタデー（2024年2月10日、ニッポン放送）

### 吹き替え
- 猿の惑星/キングダム（2024年）

### 舞台
- メトロンズ 第9回公演『No Sing, No End!』（2025年9月10日 - 28日〈予定〉、赤坂RED/THEATER）

## DVD
ジューシーズ時代
- ジューシーズ単独ライブ『パウダー、吸盤、モッツァレラ！』（2011年9月14日、よしもとアール・アンド・シー）
- ジューシーズ『エキゾチックゾンビのクルクルパジャマ』（2015年4月29日、よしもとミュージックエンタテインメント）